# Groot Medhuizen
Groot Medhuizen (Fries: Grut Midhuzen) is een buurtschap in de gemeente Noardeast-Fryslân, in de Nederlandse provincie Friesland. Groot Medhuizen ligt ten noordoosten van Dokkum tussen Metslawier en Ee. De bebouwing van de buurtschap ligt aan de Humaldawei, die onderdeel is van de N358, bij de splitsing met de Grienewei die naar de buurtschap Klein Medhuizen leidt.

## Geschiedenis
Groot Medhuizen werd in 1491 als Mydhusum vermeld en in 1511 als Midhusen en Mijdhusen. De plaatnaam zou erop duiden dat het een nederzetting was die in het midden lag, waarschijnlijk tussen Jouswier en Ee. In 1664 was er wel sprake van Cl. Medhuysen en ook van Groot Medhuysen. In 1786 werd de plaats vermeld als Gr. Medhuisen en in 1861 als Groot Medhuizen.
Groot Medhuizen lag tot de gemeentelijke herindeling van 1984 in de toenmalige gemeente Oostdongeradeel. Daarna viel het tot 2019 onder de gemeente Dongeradeel, waarna deze opging in de gemeente Noardeast-Fryslân.
Steden, dorpen en gehuchten: Aalsum · Anjum · Augsbuurt · Birdaard · Blija · Bornwird · Brantgum · Burum · Dokkum · Ee · Engwierum · Ferwerd · Foudgum · Genum · Hallum · Hantum · Hantumeruitburen · Hantumhuizen · Hiaure · Hogebeintum · Holwerd · Janum · Jislum · Jouswier · Kollum · Kollumerpomp · Kollumerzwaag · Lichtaard · Lioessens · Marrum · Metslawier · Munnekezijl · Moddergat · Morra · Nes · Niawier · Oosternijkerk · Oostmahorn · Oostrum · Oudwoude · Paesens · Raard · Reitsum · Ternaard · Triemen · Veenklooster · Waaxens · Wanswerd · Warfstermolen · Westergeest · Wetsens · Wierum · Zwagerbosch

Buurtschappen: Abbewier · Bartlehiem (deels) · Beintemahuis · Betterwird · Bollingawier · Bonte Hond · Bornwirdhuizen · Boteburen · Brandeburen · De Dellen · De Keegen · De Kolk · De Leegte · De Rijp · De Wirden · De Schans · Dijkshorne · Dokkumer Nieuwe Zijlen · Drieboerehuizen · Ezumazijl · Groot Medhuizen · Halfweg · Hallumerhoek · Hanenburg · Hantumerhoek · Huis ter Noord · Kettingwier · Klein Medhuizen · Kletterbuurt · Kollumeroudzijl · Krabburen · Laagland · Lutkewier · Molenbuurt · Nieuwland · Oudeterp · Oudwouderzijlen · Reidswal · Scharnehuizen · Stiem · Teerd · Teijeburen · Tergracht (deels) · Ter Lune · Tibma · Tilburen · Tiltjeburen · Vaardeburen · Veldburen · Vijfhuizen (Hallum) · Vijfhuizen (Ternaard) · Visbuurt · Weerdeburen · Westerburen · Westernijkerk · Wie · Wijgeest · Zevenhuizen

Streken: 't Schoor · Galilea · It Paradyske · Lutkelaard · Sibrandahuis · Steenharst · Steenvak · Wildpad (deels) · Zandbulten · Zwagerveen

Friesland: Steden en dorpen      Nederland: Provincies · Gemeenten